# 固尔札庙
固尔札庙，蒙古语称“固尔札都纲”，汉语俗称“金顶寺”，位于新疆维吾尔自治区伊犁哈萨克自治州伊宁市，是一座准噶尔汗国时期的藏传佛教格鲁派寺院，現已毀壞。

## 简介

### 背景
固尔札庙的遗址位于伊宁市东北郊的喀尔墩乡，遗址为一座巨大的土丘，当地汉人称之为“花果山”。山上遍布坟茔，杂草丛生，可见不少陶片、砖瓦片、残断的佛像。
明末清初，卫拉特蒙古准噶尔部日益强大，统一了新疆北部，“以伊犁为会宗地”，创立准噶尔汗国，势力扩展至天山以南以及中亚草原。1697年至1745年，策妄阿拉布坦及其子噶尔丹策零统治期间，准噶尔汗国达到发展高峰。卫拉特蒙古各部都信仰藏传佛教格鲁派（俗称“黄教”）。《西陲总统事略》卷十二记载：卫拉特蒙古人“俗最重黄教，凡决疑定谋必咨喇嘛而后行，喇嘛坐床者为西勒图，坐床即掌教也。人生六七岁即令识喇嘛字、诵喇嘛经，病则先延喇嘛诵经然后服药。若大台吉有事讽经，则其下争输货物于喇嘛以为礼。众喇嘛聚而讽经之室曰都纲。”
康熙五十五年十月（1716年），策妄阿拉布坦趁西藏政局混乱，派出大策凌敦多布率6000余精兵，“徒步绕戈壁，逾和阗南大雪山（昆仑山），涉险冒瘴，昼伏夜行，次年七月，始达藏界。”在阿里地区，他们遭到藏军抵抗，准噶尔部军队乃在夜间翻过净科尔庭山，经腾格里湖（今纳木错）进逼达木（今西藏当雄县）。藏军颇罗鼐等人抵抗两个月之后失败，不得不退保拉萨。大策凌敦多布不断进军，而且广泛宣称准噶尔部军队进入西藏是为拯救黄教，是迎请达赖的转世灵童的护卫军，并且宣称另有一支准噶尔部军队正在护送达赖的转世灵童自青海塔尔寺进入西藏。在这种宣传与强力攻势下，西藏军民大为动摇，藏军失败，准噶尔部军队攻进拉萨，围攻布达拉宫，杀害了拉藏汗。清朝康熙五十九年（1720年），清军分成两路进军西藏，大策凌敦多布败退伊犁。他在撤离拉萨前，命部队洗劫拉萨周围地区的寺庙，将全部佛像、祭器、经书运回伊犁。格鲁塞《草原帝国》记载：“考朗特惊奇地发现，准噶尔人，这些虔诚的喇嘛教徒，洗劫他们自己的宗教圣城，而以掠夺来的宝物去装饰固尔扎的喇嘛寺庙。”

### 兴建
史书未明确记载固尔札庙的创建时间。《伊宁市志》中说：“清康熙五十六年（1717年）准噶尔汗策妄阿拉布坦建固勒扎都纲”。这显然是认为该年准噶尔军队攻占拉萨，“搜各庙重器送伊犁”，所以固尔札庙从该年开始兴建。但该时间推断并不准确。卫拉特蒙古是游牧民族，藏传佛教传入卫拉特蒙古后，他们很少建砖瓦建筑，大多数寺院都是毡帐式，以方便游牧迁移。清朝乾隆帝在《御制伊犁喇嘛行》中称：“逮噶尔丹策凌遂兴黄教，名曰安众生，亦效西域建都纲（都纲者西藏众喇嘛聚而诵经之室也），白毡为室布为墙，后遂范金作瓦覆栋梁。”这就明确指出，固尔札庙建于噶尔丹策零统治时期，最初是座毡帐式寺院，后来才改建成砖瓦建筑。
1727年，噶尔丹策零继位为准噶尔汗，倡导黄教，自西藏扎什伦布寺、哲蚌寺、色拉寺等寺请来不少高僧到卫拉特蒙古，大概在该时期，在伊犁河北岸兴建了固尔札都纲，在伊犁河南岸兴建了海努克都纲。蒙古语“固尔札”意为“盘羊”，据说因此庙用盘羊角装饰而得名；蒙古语“海努克”意为 “牦牛”，据说因此庙用牦牛角装饰而得名。藏语“都纲”意为“大经堂”，是喇嘛们诵经之所，后来逐渐演变成藏传佛教寺院的建筑形式之一“都纲法式”，即平面呈“回”字形，中央为大经堂，四周建围廊。《伊江汇览》记载：“旧传两寺极为壮丽，乃内地工匠远来修建者。”傅恒《西域图志》卷之三十九记载，固尔札庙“三层缭垣，周一里许”，“高刹摩霄，金幡耀日，栋甍宏敞，象设庄严。聚集喇嘛，居此二寺，暮鼓朝螺，梵呗清越。令五鄂托克轮值供养。喇嘛中之坐床者名西勒图，即掌教都纲也。”固尔札庙“范金作瓦覆栋梁”，传说固尔札庙扩建完工后，伊犁河南岸的海努克庙的喇嘛可看到固尔札庙三层大殿的金顶在阳光下发出的光芒，故固尔札庙俗称“金顶寺”。固尔札庙鼎盛时期，有喇嘛六千多人，建筑规模超过漠北蒙古的寺庙。每年年初和盛夏，“准噶尔之众膜拜顶礼者，远近咸集。……往往捐珍宝、施金银，以事庄严。”
1825年，特克第《蒙古溯源史》（托忒蒙古文）中记载了如下传说：唐古特（指西藏）的巴勒丹噶布楚格隆是位托钵僧（藏语“格隆”意为比丘），他来到噶尔丹汗（应指噶尔丹策凌）处，受到器重，被称作“好喇嘛”。噶尔丹汗对巴勒丹噶布楚说：“唐古特人不是善于察看寺塔地基吗？那就请你给我察看一下建造寺塔的地址吧！” 巴勒丹噶布楚选定地址后，报告噶尔丹汗称：“这地方恰似犏牛犄角，是个理想的建寺之地。”便在此建了座寺庙（指海努克庙），寺内供奉弥勒佛像。还有一次，噶尔丹汗说：“再选一个造塔的地方吧！” 巴勒丹噶布楚说：“这地方恰似公盘羊羊头，最宜造塔。”便在此建了座八丈高塔，并且在附近建了座银塔（这可能有误，托忒蒙古文手抄本《四卫拉特史》称是又建了座庙，则应是指固尔札庙），塔内供奉达吉佛像（《四卫拉特史》称其内供奉度母像，这与河北承德安远庙供奉绿度母的情况十分吻合）。但是，在这两个像犄角一样隆起之地兴建寺塔很危险，建成的寺塔都摇晃，不久便坍塌。据说这两件事令噶尔丹汗折寿，政教崩溃，受其大害。

### 被毁
1745年噶尔丹策零死后，准噶尔部上层内部为争夺汗位而内讧，准噶尔汗国衰落。清朝乾隆二十年（1755年），清朝朝廷出兵平定了准噶尔部达瓦齐之乱。不久，已归附清朝的辉特部首领阿睦尔撒纳有意谋取卫拉特四部总台吉的职位，遂叛乱。乾隆二十一年（1756年），清朝发兵征讨阿睦尔撒纳，将之击溃。《西域图志》卷之十二记载：“固勒扎，旧对音为固尔扎。在伊犁郭勒北二十里，旧有佛庙。噶尔丹策凌建两庙，喇嘛坐床者四，令五鄂托克轮值供养之。阿睦尔撒纳叛，诸喇嘛附和为逆，旋为阿睦尔撒纳所掠，乃各散去，庙毁于火。”这是说固尔札庙在阿睦尔撒纳叛乱中被火烧毁。为此，乾隆皇帝还写了一首《御制固尔札庙火用唐韩愈陆浑山火和皇甫湜韵并效其体》。
此外，固尔札庙被毁经过还有另外一种说法。阿睦尔撒纳和达瓦齐争夺汗位时，曾请求哈萨克中玉兹阿布赉汗援助，阿睦尔撒纳乃自东进攻，哈萨克人自西进攻，两面夹击达瓦齐，达瓦齐撤至博尔塔拉，哈萨克人纵火焚毁固尔札庙。《蒙古溯源史》说：“在达瓦齐时代，准噶尔的多罗特舍棱诺颜和绰罗斯的巴朗林沁诺颜二人率哈萨克军进攻达瓦齐。哈萨克人捣毁了金寺和银寺。”托忒蒙古文《准噶尔史概要》也记载：1753年十一月到十二月，达瓦齐三次派兵征讨阿睦尔撒纳，但均未克。阿睦尔撒纳决定反击达瓦齐，但兵力不足。十二月，阿睦尔撒纳派兄长班珠尔到左哈萨克阿布赉汗处求援，阿布赉派5000名哈萨克兵带着四百匹马、七百峰骆驼增援阿睦尔撒纳。这些哈萨克兵自西北攻入伊犁，焚毁了金顶寺（固尔札庙）和银顶寺（海努克庙），摧毁了额尔克腾、布库斯、巴尔达木特三鄂托克。
清朝平定准噶尔、统一西域后，继续扶持黄教，以安定民心。乾隆帝称：“兴黄教即所以安众蒙古，所系非小，故不可不保护之。”乾隆二十五年（1760年），伊犁办事大臣阿桂奏：“伊犁名胜之地，河北无过固尔札，河南无过海努克。” 乾隆二十八年（1763年），乾隆帝下旨：“伊犁原系厄鲁特地方，今既筑城，……自应照蒙古例，设立喇嘛，举行送巴凌、放乌布藏等事。固勒札、海努克现有庙宇，著寄信明瑞，令酌修一所，选喇嘛百余名。除伊犁现有喇嘛外，彼处蒙古内，有情愿充当者听，若仍不敷，俟明瑞奏到时，另行拨往。”但后来乾隆帝又称：“梵宇之仅存煨烬之余者，已不可复整，亦不必为之复整也。”因此固尔札庙未重建。但为尊重东迁到热河（今河北承德）的准噶尔达什达瓦部的信仰，乾隆二十九年（1764年）仿固尔札庙原样在承德兴建了安远庙。清朝时期，伊犁河谷陆续兴建了绥定城兴教寺、惠远城普化寺、昭苏圣佑庙、察布查尔靖远寺、尼勒克崇寿寺等藏传佛教格鲁派寺院。
乾隆四十年（1775年），格琫额《伊江汇览》中称，固尔札庙“自西陲底定以来，倾颓无存，然琉璃金碧，砖瓦零星，沙砾之中，仅存遗迹矣。”1957年，固尔札庙被列为第一批新疆维吾尔自治区文物保护单位。1958年7月，考古学家黄文弼在伊犁考古，在固尔札庙遗址“拾一佛坐像，头部残缺，细腰袒胸，盖为喇嘛寺中常见之塑像供品。”